# Amphelictogon dentatus
Amphelictogon dentatus är en mångfotingart som beskrevs av Chamberlin 1918. Amphelictogon dentatus ingår i släktet Amphelictogon och familjen Chelodesmidae. Inga underarter finns listade i Catalogue of Life.